# Zastava M21

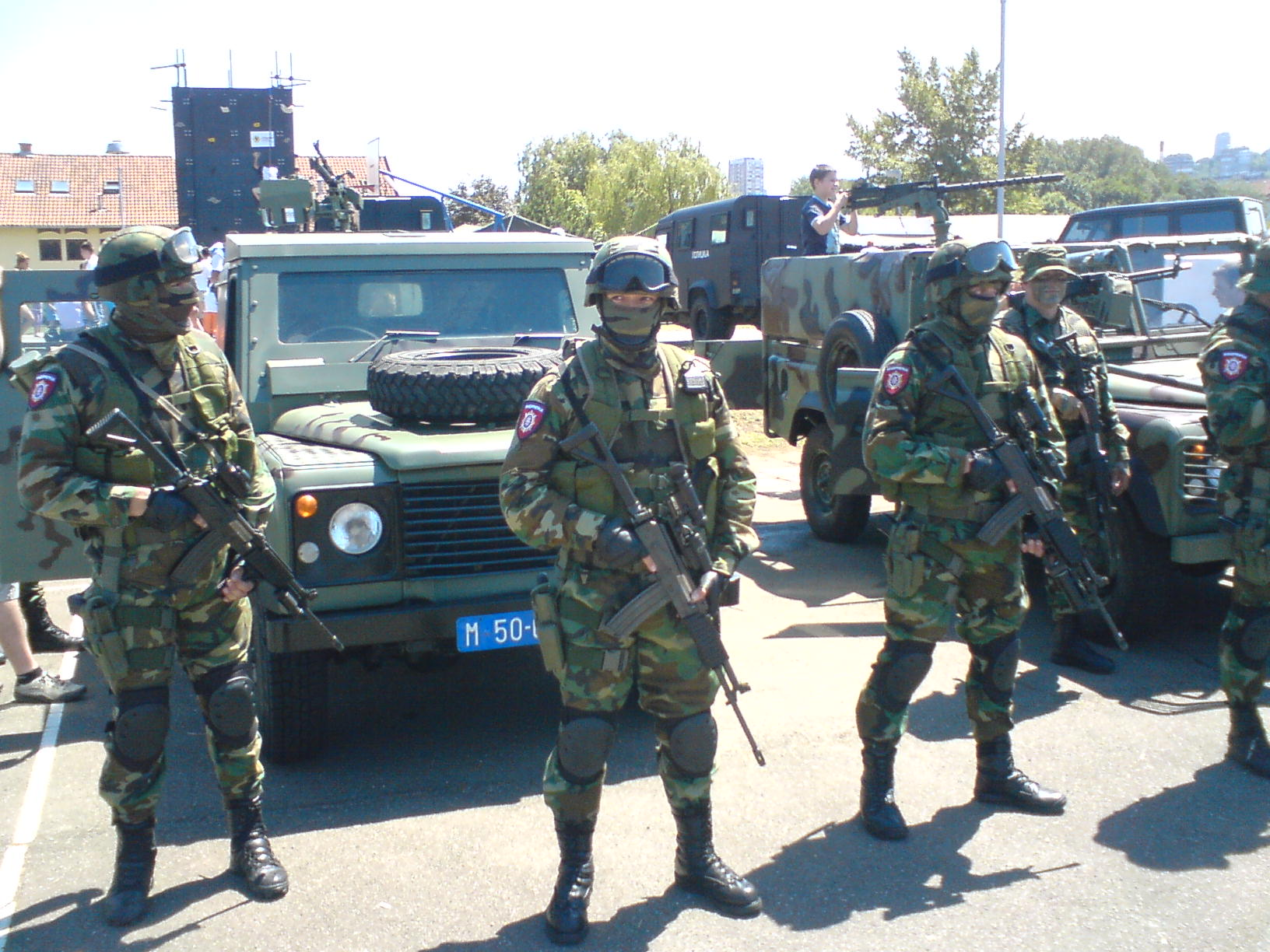
Membres de la Žandarmerija serbe

Le Zastava M21 est un fusil d'assaut moderne développé et fabriqué par la compagnie serbe Zastava arms. Le M21 est conçu sur la base du AK-74M et du Galil.

## Vue d'ensemble
Le Zatasva M21 chambre et tire la munition 5,56 x 45 mm OTAN ou .223 Remington. Son mécanisme est un rechargement par emprunt de gaz, alimenté par un chargeur et muni d'un sélecteur de tir
.

## Histoire et variantes
Produit en série, la firme produit trois variantes du long canon au court. La plus courte variante porte la désignation de M21S cette dernière est prévue pour les unités spéciales de l'armée et de la police pour le combat urbain et les opérations antiterroristes. 

## Production et usage
Le 29 avril 2004, le M2 a été officiellement accepté par l'armée de Serbie et du Monténégro comme successeur des fusils d’assaut Zastava M70/M72/M92.
En 2004, le ministère de la défense de la Serbie et Monténégro a commandé 500 fusils d'assaut Zastava M21. La production en série du nouveau fusil a commencé le 1er septembre 2004 et 5 000 fusils ont été produits en 2004 avec la désignation M21. En 2005, un certain nombre de fusils M21 furent achetés par la Macédoine pour un montant de 150 000 €, la Macédoine étant le premier client étranger du M21. En 2006 et 2007, des fusils d'assaut de Zastava M21 ont été repérés dans les mains des forces irakiennes et de Société militaire privée pendant la guerre d'Irak. En mars 2008, l'Irak a commandé 2 000 fusils M-21 pour servir dans son armée. Actuellement, près de 13 000 fusils d'assaut M-21 sont en service dans l'armée serbe. L'un des plus récents clients du M21S est le Cameroun.[réf. nécessaire]